# 杖道
杖道（じょうどう）は、古武道の神道夢想流杖術を起源とする現代武道である。

## 歴史

### 起源
江戸時代初期の武術家夢想権之助が創始した神道夢想流杖術を起源とする。当流の伝承では、権之助は２度宮本武蔵に敗れた後、杖術の研究を重ね、再び武蔵と立合い勝利したとも引き分けたともいう。江戸時代には福岡藩で主に下級武士が捕手術として学んだ。

### 明治から昭和前期
明治時代に創立された大日本武徳会は、優れた杖術家に範士、教士、錬士の称号を授与した。昭和初期の杖術範士中山博道は、剣道、居合術とともに杖術を指導した。また、福岡県出身の清水隆次は警視庁に奉職し警杖術を指導した。

### 昭和後期以降
1956年（昭和31年）、神道夢想流杖術が全日本剣道連盟（全剣連）に加盟し、全剣連は剣道、居合道、杖道を「三道」として普及する方針を打ち出した。1968年（昭和43年）、清水隆次、乙藤市蔵らによって「全日本剣道連盟杖道」が制定された。現在最も修行人口が多く、一般に杖道といえば全日本剣道連盟杖道を指す。

### 平成期
警備業において「警戒杖」として杖の技法が取り込まれた。一号警備業務や三号警備業務の教育において必修科目とされ全員が訓練を受ける。警備業務の国家資格における実技試験では、常の構え・本手打ち・逆手打ち等の技が課されている。杖道の技法の習得が必須となっている。

## 技法
単独で行う「基本」と二人（打太刀、仕杖）で行う「形」がある。打太刀は木刀、仕杖は杖（じょう）と呼ぶ木製の棒を用いる。使用する杖は神道夢想流と同じ4尺2寸1分（約128cm）、径8分（約24mm）の白樫の棒が標準であるが、本来は、立って足下から胸の高さまでの長さが良いとされている。木刀は3尺3寸5分（101.5cm）、柄の長さ8寸（24.2cm）の白樫を使用する。打つ・突く・払う技を寸止めで演武し、気合は打ち込みで「エイッ！」、突きで「ホォッ！」と力強く発声する。

## 試合
試合は2組で紅白に分かれ、決められた手順の形を演武し、審判員の評価（旗の多数決）で勝敗を決める。剣道のような自由に技を掛け合う試合ではない。
1974年（昭和49年）から全日本杖道大会が開催されている。

## 段級位制・称号
全日本剣道連盟剣道の段級位制に準ずる。

## 専門団体
- 全日本剣道連盟杖道部
- 全日本杖道連盟